# 車牙若鞮単于
車牙若鞮単于（呉音：しゃげにゃくたいぜんう、漢音：しゃがじゃくていせんう、拼音：Chēyáruòdīchányú、？ - 紀元前8年）は、中国前漢時代の匈奴の単于。呼韓邪単于と第1閼氏（顓渠閼氏）との子で、捜諧若鞮単于の異母弟。車牙若鞮単于というのは単于号で、姓は攣鞮氏、名は且莫車（しゃばくしゃ）という。

## 生涯
呼韓邪単于と第1閼氏（顓渠閼氏）との間に生まれる。
建始2年（前31年）、呼韓邪単于は臨終の際、第1閼氏（顓渠閼氏）の子である且莫車を立てようと考えていたが、顓渠閼氏が「且莫車はまだ若く、民衆が附かないので、国を危ぶむ恐れがある」と言い、妹である大閼氏の子の雕陶莫皋を立てようと提案した。しかし、大閼氏は「若くとも大臣と協力していけば大丈夫であり、それよりも第一夫人の子を廃し、第二夫人の子を立てる方が後々不安です」と反論し、意見が分かれた。その後、呼韓邪単于が死去すると、顓渠閼氏の意見が採用され、雕陶莫皋が立って復株累若鞮単于となった。これ以降、単于位は弟に継がせることが規則となった。
復株累若鞮単于が即位すると、且莫車は左谷蠡王に任ぜられた。
鴻嘉元年（前20年）、兄の捜諧若鞮単于が即位すると、且莫車は左賢王に任ぜられる。
元延元年（前12年）、捜諧若鞮単于が死去したので、左賢王であった且莫車が車牙若鞮単于として即位した。車牙若鞮単于は子の右於駼仇撣王である烏夷当を漢に遣わして入侍させ、弟の嚢知牙斯を左賢王に任命した。
綏和元年（前8年）、車牙若鞮単于は在位5年で死去し、左賢王の嚢知牙斯が立って烏珠留若鞮単于となった。

## 子
- 右於駼仇撣王（烏夷当）

## 参考資料
- 『漢書』（匈奴伝下）